# Mastodonte dei Giovi
Il Mastodonte dei Giovi è stata una particolare locomotiva a vapore doppia costruita per l'utilizzo specifico sul difficile tratto appenninico della nuova linea ferroviaria Torino-Genova inaugurata nel 1853.

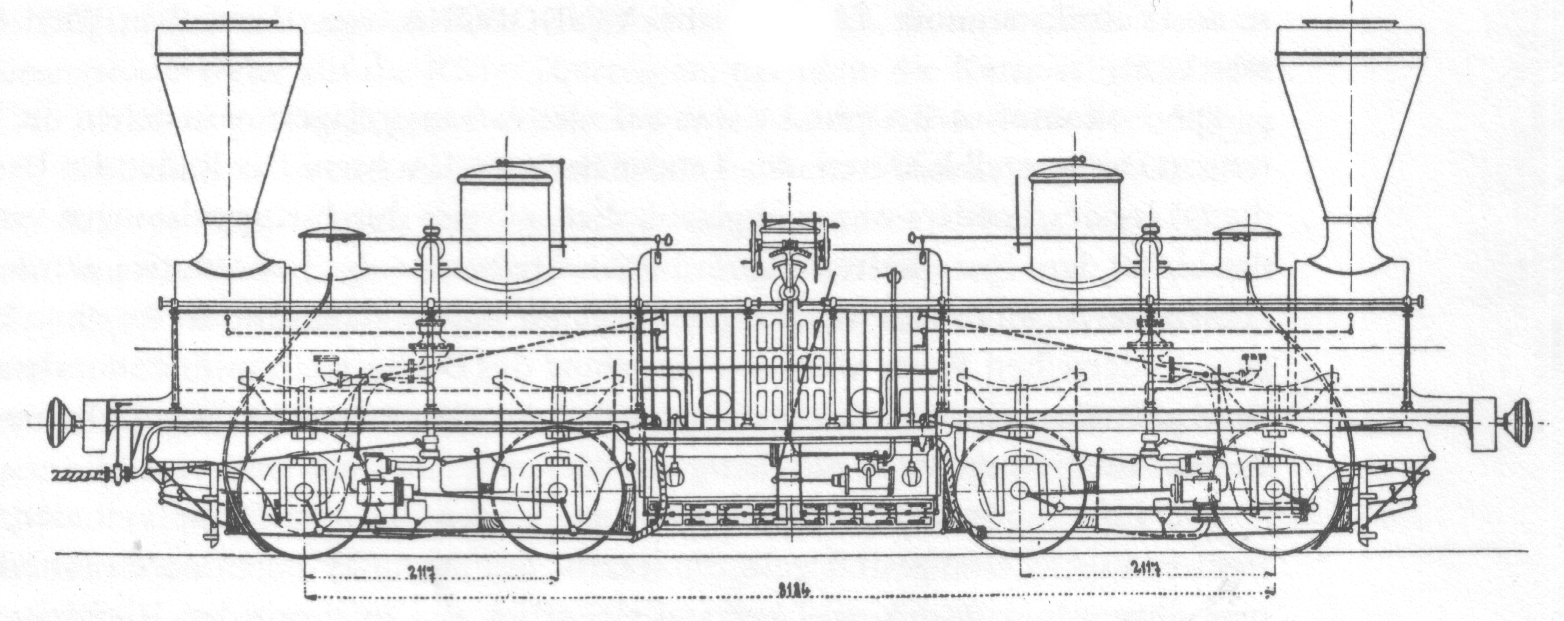
La locomotiva del Semmering di Cockerill da cui prese spunto il progetto dei mastodonti dei Giovi

## Storia
La costruzione della Ferrovia dei Giovi, fortemente voluta dal Cavour, che nelle intenzioni avrebbe dovuto essere l'asse portante del sistema ferroviario piemontese collegando Torino alla città portuale di Genova, aveva posto il serio problema del come superare il valico dei Giovi con le sue fortissime pendenze; inizialmente si era pensato di superarlo con particolari sistemi a fune con motori idraulici tuttavia, un concorso internazionale bandito dall'Austria per la Linea del Semmering aveva portato alla ribalta altre soluzioni più idonee ad aumentare la capacità di traino in salita delle locomotive dell'epoca. Le officine Cockerill avevano studiato una soluzione che aveva incontrato un particolare favore: una locomotiva a caldaia sdoppiata, con forno e tender al centro su un unico lungo telaio, che utilizzava un macchinista e due fuochisti. Tale soluzione colpì in particolare il brillante ingegnere italiano Germain Sommeiller, che tuttavia la ritenne di difficile circolabilità sulle strette curve dei Giovi dato il lungo passo rigido. Studiò quindi una geniale soluzione: la sua macchina era composta da due locotender gemelle a 2 assi ad aderenza naturale accoppiate dal lato del forno in modo da essere snodate (e staccabili all'occorrenza in caso di guasti o manutenzioni), con le scorta di acqua e carbone poste lateralmente ed una piattaforma snodata che permetteva la guida con un solo macchinista con il supporto di un unico fuochista.
Le singole unità-locomotiva previste erano le ben collaudate macchine a due assi accoppiati di progettazione Stephenson. Vennero ordinate e costruite in dieci complessi binati in parte in Belgio, nelle John Cockerill & Cie. di Seraing e in parte in Inghilterra nelle officine dello stesso ingegnere Stephenson.
Il complesso binato era in grado di trainare sulla massima pendenza del 36 per mille tra Genova Pontedecimo e Busalla, con una potenza di 382 cavalli, convogli di 130 tonnellate a 12 km/h.
Il nome di "Mastodonti dei Giovi", che venne attribuito loro per il loro originale aspetto e per la grande (per l'epoca) potenza, venne mutuato da quello di un grande rettile fossile rinvenuto durante lo scavo della galleria di valico nei pressi di Busalla.
I Mastodonti dei Giovi svolsero servizio fino alla metà degli anni 70 del XIX secolo quando vennero sostituiti dalle locomotive Beugniot a 4 assi accoppiati.

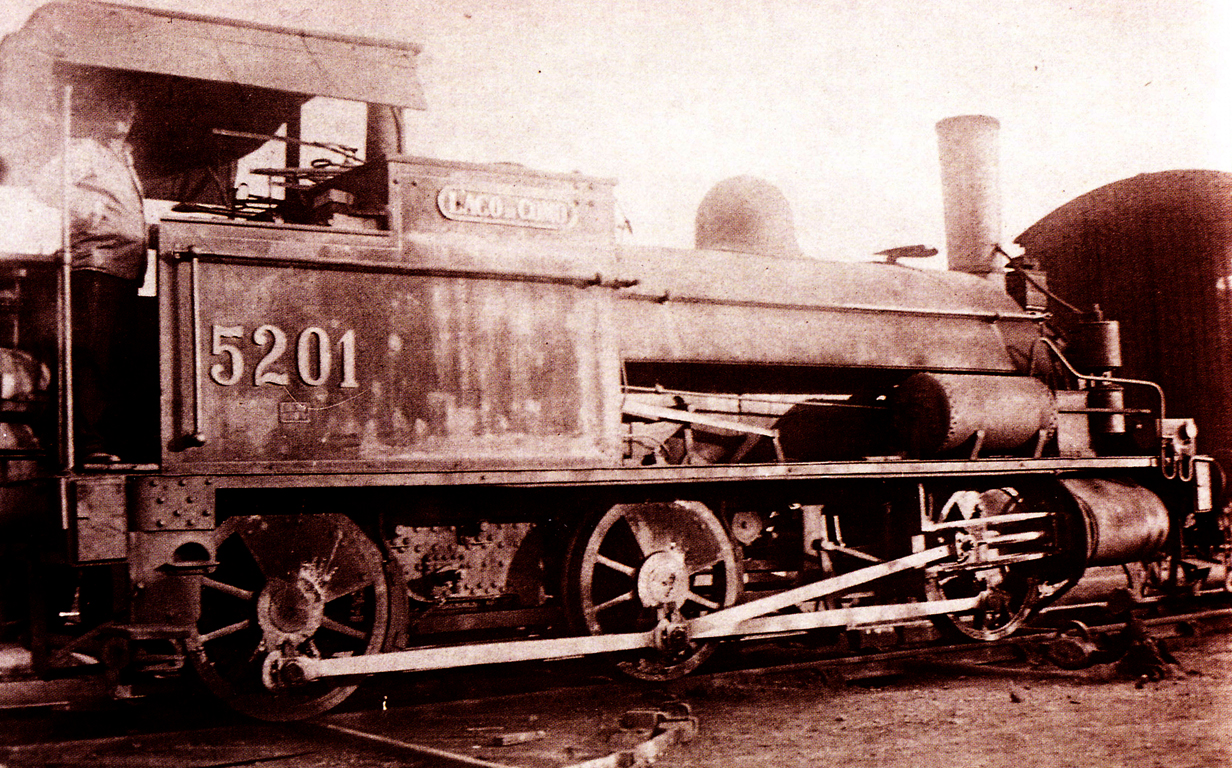
Locomotiva 5201 "Lago di Como" della Rete Mediterranea fabbricata nel 1854 e demolita nel 1912, in uso sulla linea ferroviaria Torino-Genova dal 1907 al 1912.

### Trasformazioni
In seguito alla sostituzione nel loro servizio con macchine più prestanti e moderne la SFAI che le aveva in carico nel proprio parco trazione, tra 1870 e 1871, ne studiò il riutilizzo: due unità doppie, la 76+77 e la 78+79 furono divise e ricostruite, dalle "Officine Nuove di Torino" come locomotive singole a tender separato; venne applicata una nuova caldaia più lunga e fu allungato il telaio aggiungendo un terzo asse accoppiato. Le "nuove" locomotive costituirono il gruppo SFAI 1408÷1411.
Nel 1874 le ultime quattro unità che avevano assunto i numeri SFAI 1404÷1407 furono semplicemente disaccoppiate e venne loro aggiunto un tender a tre assi.
Nel 1885 in seguito alle "Convenzioni" che assegnarono alla Rete Mediterranea quanto appartenuto alla SFAI vi erano anche le quattro "trasformate" SFAI 1408÷1411 che vennero reimmatricolate quali RM 5201÷5204 e denominate come era in uso presso la "Mediterranea".
Nel 1905 due soltanto delle quattro macchine passarono alle Ferrovie dello Stato, la 5201 e la 5203, e ricevettero la nuova immatricolazione quali FS 8231 e 8232 (gruppo FS 823) ma per poco; nel 1907 furono ricollocate nel gruppo 815 con i numeri 8151 e 8152. Vennero radiate dal parco tra il 1911 e il 1912. Non è stato conservato alcun esemplare.

## Dati statistici[3]
| Numero-SFSP | Fabbrica | anno fabbricazione | Numero SFAI | Numero SFAI ricostruz. | Numero RM           | Gruppo/Numero FS | Demolizione |
| ----------- | -------- | ------------------ | ----------- | ---------------------- | ------------------- | ---------------- | ----------- |
| 39          | -        | 1853               | 1051        | -                      | -                   | -                | 1872÷1875   |
| 40          | -        | 1853               | 1052        | -                      | -                   | -                | 1872÷1875   |
| 41          | -        | 1853               | 1053        | -                      | -                   | -                | 1872÷1875   |
| 42          | -        | 1853               | 1054        | -                      | -                   | -                | 1872÷1875   |
| 43          | -        | 1853               | 1055        | -                      | -                   | -                | 1872÷1875   |
| 44          | -        | 1853               | 1056        | -                      | -                   | -                | 1872÷1875   |
| 45          | -        | 1853               | 1057        | -                      | -                   | -                | 1872÷1875   |
| 46          | -        | 1853               | 1058        | -                      | -                   | -                | 1872÷1875   |
| 47          | -        | 1853               | 1059        | -                      | -                   | -                | 1872÷1875   |
| 48          | -        | 1853               | 1060        | -                      | -                   | -                | 1872÷1875   |
| 49          | -        | 1853               | 1061        | -                      | -                   | -                | 1872÷1875   |
| 50          | -        | 1853               | 1062        | -                      | -                   | -                | 1872÷1875   |
| 76          | -        | 1854               | 1063        | 1408                   | 5201 "Lago di Como" | 8231/8151        | 1911÷1912   |
| 77          | -        | 1854               | 1064        | 1409                   | 5202                | -                | ?           |
| 78          | -        | 1854               | 1065        | 1410                   | 5203 "Lago di Iseo" | 8232/8152        | 1911÷1912   |
| 79          | -        | 1854               | 1066        | 1411                   | 5204                | -                | ?           |
| 90          | -        | 1855               | 1067        | 1404                   | 5102                | -                | ?           |
| 91          | -        | 1855               | 1068        | 1405                   | 5103                | 8002             | ?           |
| 92          | -        | 1855               | 1069        | 1406                   | 5104                | -                | ?           |
| 93          | -        | 1855               | 1070        | 1407                   | 5105                | -                | ?           |